# Rüdiger Faul
Rüdiger Faul (* 22. November 1948 in Stetten im Remstal) ist ein deutscher Ingenieur.
Nach Beendigung seines Maschinenbaustudiums an der Universität Stuttgart ist er seit Januar 1977 Mitarbeiter der Daimler-Benz AG als Aerodynamiker. Nebenberuflich war er von 1981 bis 1986 auch für die PP Sauber AG tätig. Faul stellte den Kontakt zwischen der Daimler-Benz AG und PP Sauber AG her und war an der Konzeption und Konstruktion der Rennwagen Sauber C6, C7 und C8 maßgeblich beteiligt.